# Song Yuqi
Song Yuqi (chinois : 宋雨琦 ; hangeul: 송우기), née le 23 septembre 1999 à Pékin, est une chanteuse chinoise principalement connue pour faire partie du girl group sud-coréen (G)I-dle depuis 2018.

## Biographie
Song Yuqi est née le 23 septembre 1999 à Pékin, en Chine. Elle a fréquenté le collège 101, une des écoles les plus prestigieuses de Pékin. Elle devient une stagiaire de Cube Entertainment en 2016.
Le 8 avril 2018, Yuqi est révélée comme étant un membre à venir du nouveau groupe de filles Cube Entertainment, (G) I-dle. Elle a fait ses débuts avec le groupe le 2 mai 2018 avec la sortie de leur premier album I Am.
En 2019, Yuqi devient membre de la distribution de l'émission de variétés chinoise Keep Running et depuis, elle participe fréquemment à l'émission. En 2020, KakaoTV lance Learn Way, une émission de divertissement animé par Yuqi.
Durant l'année 2021, Yuqi, tout comme les autres membres de (G)I-dle, se concentre principalement sur ses activités solo. Elle participera notamment à plusieurs émissions en Chine. Le 13 mai 2021, Yuqi fait ses débuts musicaux en solo avec la sortie du single album A Page, contenant les titres Giant et Bonnie & Clyde, tous deux en anglais.
Song Yuqi débute comme actrice en 2022, où elle fait une apparition dans la série Sud-coréenne Celebrity. Incarnant le rôle de Zhang Wei , une influenceuse Chinoise, qui visite la Corée du Sud, en souhaitant collaborer avec la marque du personnage principal.
Le 23 avril 2024, Yuqi fait ses débuts solo officiels et sort son premier mini-album solo intitulé YUQ1 et composé de sept chansons dont le titre principal Freak.
En 2024, Yuqi devient ambassadrice en Chine des marques Fendi et Adidas,.

## Discographie

### Mini-album (EP)
| Titre | Détails | Ventes                 |
| ----- | --- | ---------------------- |
| YUQ1  | - Date de sortie : 23 avril 2024 - Label : Cube Entertainment - Formats : CD, téléchargement numérique, streaming | Plus de 667 000 (Phy.) |

### Single album
| Titre  | Détails |
| ------ | --- |
| A Page | - Date de sortie : 13 mai 2021 - Label : Cube Entertainment - Formats : Téléchargement numérique, streaming |

### Singles
| Année                                                      | Titre                                 | Meilleures positions | Meilleures positions | Album              |
| Année                                                      | Titre                                 | COR                  | CHN                  | Album              |
| Comme artiste solo                                         | Comme artiste solo                    | Comme artiste solo   | Comme artiste solo   | Comme artiste solo |
| ---------------------------------------------------------- | ------------------------------------- | -------------------- | -------------------- | ------------------ |
| 2021                                                       | Giant                                 | —                    | —                    | A Page             |
| 2021                                                       | Bonnie & Clyde                        | —                    | —                    | A Page             |
| 2024                                                       | Could It Be                           | —                    | —                    | YUQ1               |
| 2024                                                       | Freak                                 | 148                  | 43                   | YUQ1               |
| 2025                                                       | Radio (Dum-Dum)                       | —                    | 14                   | Hors album         |
| 2025                                                       | FENDI                                 | —                    | —                    | Hors album         |
| En featuring                                               |                                       |                      |                      |                    |
| 2023                                                       | Hate Rodrigo (Yena feat. Yuqi)        | 117                  | —                    | Hate XX            |
| 2023                                                       | Fire! (Alan Walker feat. Yuqi & JVKE) | —                    | —                    | Walkerworld        |
| 2025                                                       | Drive U Crazy (Minnie feat. Yuqi)     | —                    | —                    | Her                |
| "—" indique que le single ne s'est pas classé dans ce pays |                                       |                      |                      |                    |

### Crédits musicaux
| Année | Titre                     | Artiste  | Album       | Paroles | Musique |
| ----- | ------------------------- | -------- | ----------- | ------- | ------- |
| 2020  | I'm The Trend             | (G)I-dle | Dumdi Dumdi | ✔️      | ✔️      |
| 2021  | Lost                      | (G)I-dle | I Burn      | ✔️      | ✔️      |
| 2021  | Giant                     | Yuqi     | A Page      | ✔️      | ✔️      |
| 2022  | Polaroid                  | (G)I-dle | I Never Die | ✔️      | ✔️      |
| 2022  | Liar                      | (G)I-dle | I Never Die | ✔️      | ✔️      |
| 2022  | Rain (소나기)             | Miyeon   | MY          | ❌      | ✔️      |
| 2022  | Reset                     | (G)I-dle | I Love      | ❌      | ✔️      |
| 2022  | Dark (X-file)             | (G)I-dle | I Love      | ❌      | ✔️      |
| 2023  | All Night                 | (G)I-dle | I Feel      | ✔️      | ✔️      |
| 2023  | Peter Pan (어린어른)      | (G)I-dle | I Feel      | ✔️      | ✔️      |
| 2024  | Doll                      | (G)I-dle | 2           | ✔️      | ✔️      |
| 2024  | Rollie                    | (G)I-dle | 2           | ✔️      | ✔️      |
| 2024  | Freak                     | Yuqi     | YUQ1        | ✔️      | ✔️      |
| 2024  | My Way                    | Yuqi     | YUQ1        | ✔️      | ✔️      |
| 2024  | Drink It Up (feat. pH-1)  | Yuqi     | YUQ1        | ✔️      | ✔️      |
| 2024  | On Clap (feat. Lexie Liu) | Yuqi     | YUQ1        | ✔️      | ❌      |
| 2024  | Everytime (feat. Minnie)  | Yuqi     | YUQ1        | ✔️      | ✔️      |
| 2024  | Last Forever              | (G)I-dle | I Sway      | ✔️      | ✔️      |
| 2024  | Neverland                 | (G)I-dle | I Sway      | ✔️      | ✔️      |
| 2025  | Radio (Dum-Dum)           | Yuqi     | Hors album  | ✔️      | ✔️      |

## Filmographie

### Web-série
| Année | Titre     | Titre original | Rôle      | Note(s)         | Réf.   |
| ----- | --------- | -------------- | --------- | --------------- | ------ |
| 2023  | Celebrity | 셀러브리티     | Zhang Wei | Caméo (ep. 8–9) | [ 15 ] |

## Émissions de divertissement
| Année(s)     | Titre                     | Titre original      | Chaîne       | Note(s)                          | Réf.         |
| Corée du Sud | Corée du Sud              | Corée du Sud        | Corée du Sud | Corée du Sud                     | Corée du Sud |
| ------------ | ------------------------- | ------------------- | ------------ | -------------------------------- | ------------ |
| 2019         | The Gashinas              | 가시나들            | MBC TV       | Membre du casting                | [ 16 ]       |
| 2020–2021    | Learn Away                | 런웨이              | KakaoTV      | Animatrice                       | [ 17 ]       |
| 2020         | I'm a Survivor            | 나는 살아있다       | tvN          | Membre du casting                | [ 18 ]       |
| 2022         | Zero-sum Game             | 제로섬게임          | TVING        | Animatrice                       | [ 19 ]       |
| 2022         | Mad Zenius                | 매드 지니어스       | Mnet         | Animatrice                       | [ 20 ]       |
| Chine        |                           |                     |              |                                  |              |
| 2019–2024    | Keep Running              | 奔跑吧              | Zhejiang TV  | Animatrice (saisons 7, 9, 11–12) | [ 21 ]       |
| 2021         | Stage Boom                | 爆裂舞台            | iQIYI        | Compétitrice                     | [ 22 ]       |
| 2021         | Sister Who Invite Dinner  | 请吃饭的姐姐        | Zhejiang TV  | Membre du panel                  | [ 23 ]       |
| 2021         | The Relationship 3        | 我们恋爱吧 (第三季) | Youku        | Membre du panel                  | [ 24 ]       |
| 2021         | Keep Running Yellow River | 奔跑吧黄河篇        | Zhejiang TV  | Animatrice                       |              |
| 2021         | 2060                      | 2060                | Jiangsu TV   | Membre du panel                  | [ 25 ]       |